# Lea Ypi
Lea Ypi (ur. 9 września 1979 w Tiranie) – albańska filozofka i politolożka, także publicystka.

## Życiorys
Studiowała filozofię i literaturę na Uniwersytecie Rzymskim „La Sapienza”, następnie uzyskała doktorat na Europejskim Instytucie Uniwersyteckim.
Pracowała jako badaczka we Włoskim Instytucie Studiów Historycznych w Neapolu (2003–2004), następnie była asystentką badawczą na Wydziale Nauk Społecznych i Politycznych Europejskiego Instytutu Uniwersyteckiego (2005). Następnie przez rok wykładała na Uniwersytecie Nowojorskim w Tiranie, a w latach 2009 i 2010 była wykładowczynią na uczelniach odpowiednio Worcester College w Oksfordzie oraz Oxford University.
W 2011 roku była profesorem wizytującym w Centre d'études européennes de Sciences Po w Paryżu.
W 2013 roku rozpoczęła pracę wykładowczyni teorii polityki na London School of Economics, została także profesorem nadzwyczajnym z filozofii w Szkole Nauk Społecznych Australijskiego Uniwersytetu Narodowego. W kwietniu 2017 roku wizytowała na Uniwersytecie Stanforda.
Jest redaktorką czasopisma The Journal of Political Philosophy oraz publicystką The Guardian. Należy do jury decydującego nad przyznaniem nagrody Deutscher Memorial Prize.

## Wybrane publikacje i prace naukowe
- Mandatory Citizenship for Immigrants[4]
- The Meaning of Partisanship[4]
- What’s wrong with colonialism[4]
- Statist cosmopolitanism (2008)[7]
- Free: Coming of Age at the End of History (2021)[2][8][9]
- The Architectonic of Reason (2021)[2]

## Wybrane nagrody
- I nagroda na międzynarodowym konkursie literackim w Bari (1996)[4]
- nagroda London School of Economics za wybitne osiągnięcia dydaktycnze (2013, 2014)[4]
- nagroda Briana Barry’ego (2014)[4]
- RSL Ondaatje Prize (2022)[10]

## Życie prywatne
Jej pradziadkiem był Xhafer Ypi. Jest córką inżyniera leśnictwa oraz nauczycielki matematyki.
Deklaruje się jako agnostyczka.